# Adrian Gheorghiu (politician)
A nu se confunda cu fotbalistul Adrian Gheorghiu (n. 1981)!
Adrian Gheorghiu (n. 21 aprilie 1957) este un politician român, deputat în legislatura 1996-2000, ales în județul Giurgiu pe listele partidului PDSR.